# Grenzaufsicht
Grenzaufsicht bedeutet in Deutschland die zollamtliche Überwachung des Warenverkehrs über eine Zollgrenze und in den Zollfreigebieten (Freihäfen, Freizonen und Freilagern) durch den Grenzaufsichtsdienst der Zollverwaltung mit dem Ziel, die Erhebung der Einfuhr- und Ausfuhrabgaben sowie die Einhaltung des Zollrechts zu sichern (§ 209 AO, § 1 Zollverwaltungsgesetz, ZollVG). Die Grenzaufsicht erstreckt sich auch auf den grenznahen Raum (§ 14 ZollVG).
Die im Rahmen des Grenzschutzes durchgeführten polizeilichen Personenkontrollen dienen dagegen der Überprüfung der Grenzübertrittspapiere und der Berechtigung zum Grenzübertritt sowie der Grenzfahndung (§ 2 Abs. 2 des Bundespolizeigesetzes, BPolG). 
In Deutschland ist die Grenzaufsicht unmittelbar der Bundeszollverwaltung übertragen, die diese mithilfe der Kontrolleinheiten grenznaher Raum sowie seines des früheren Wasserzolldienstes, jetzt Kontrolleinheit See durchführt. Gemäß § 66, § 68 des Bundespolizeigesetzes (BPolG) können jedoch Beamte der Zollverwaltung ausnahmsweise mit der Wahrnehmung von Aufgaben der polizeilichen Kontrolle des grenzüberschreitenden Verkehrs an einzelnen Grenzübergangsstellen der verbliebenen Schengen-Außengrenzen der Bundesrepublik betrauen werden. Anders als bei der Organleihe werden die Leistungen dieser Beamten nicht dem Entleiher (Zollverwaltung) zugerechnet, sondern sie gelten als Maßnahmen der Bundespolizei (§ 66 Abs. 2 Satz 2 BPolG).

## Europäische Union
Die Grenzaufsicht findet trotz für Personen geöffneter Grenzen im Schengen-Raum nach dem Zollkodex der Union auf Waren statt, die in das und aus dem Zollgebiet der Union verbracht werden, wie zum Beispiel:
- an Internationalen Flughäfen (z. B. Frankfurt, Berlin, München, Düsseldorf)
- an Freihafengrenzen (zum Beispiel in Bremerhaven und Hamburg)
- an Zollstraßen (zum Beispiel Flüssen)
- im Küstengebiet
- an der Grenze zur Schweiz.

Als weiteres internationales Beispiel seien die Aufgaben der amerikanischen Customs and Border Protection und der Immigration and Customs Enforcement genannt.